# Aphonomorphus mutus
Aphonomorphus mutus är en insektsart som först beskrevs av Henri Saussure 1874.  Aphonomorphus mutus ingår i släktet Aphonomorphus och familjen syrsor. Inga underarter finns listade i Catalogue of Life.